# 1978 في المغرب
فيما يلي قوائم الأحداث التي وقعت خلال عام 1978 في المغرب.

## الحكم
- الملك: الحسن الثاني
- رئيس الحكومة: أحمد عصمان
- وزير الداخلية: محمد بنهيمة

## الأحداث
- أحمد عصمان أسس حزب حزب التجمع الوطني للأحرار.[1]

## أفلام
من الأفلام التي صدرت هذه السنة في المغرب:
- آليام آليام من إخراج أحمد المعنوني.

## مواليد

### يناير
- 1 يناير – عبد الباسط زخنيني كاتب وروائي مغربي.
- 12 يناير – بوشعيب المباركي لاعب كرة قدم مغربي.
- 17 يناير – محسن الوكيلي كاتب روائي مغربي.
- 28 يناير – محسن الشهيبي منافِس أوليمبي مغربي.

### فبراير
- 17 فبراير – عبد الإله باغي لاعب كرة قدم مغربي.
- 18 فبراير – مريم الخمري سياسية فرنسية.

### أبريل
- 10 أبريل – خالد بومليلي رياضي مغربي.
- 18 أبريل – أوم مغنية ومؤلفة مغربية.

### مايو
- 10 مايو – سلمى بناني السيدة الأولى بالمملكة المغربية.
- 24 مايو – زكرياء الزروالي لاعب كرة قدم مغربي.

### يونيو
- 1 يونيو – حسنة بنحسي
- 17 يونيو – أحمد سلطان موسيقي مغربي.
- 23 يونيو – عبد الرحيم بورمضان

### يوليو
- 18 يوليو – مينة آيت حمو عداءة مسافات متوسطة مغربية.
- 25 يوليو – أسماء لمنور

### أغسطس
- 19 أغسطس – ميساء مغربي
- 28 أغسطس – عزيز الكيناني لاعب كرة قدم مغربي.

### سبتمبر
- 2 سبتمبر – طارق البخاري، ممثل مغربي.
- 3 سبتمبر – علي الزين.

### نوفمبر
- 1 نوفمبر – عبد السلام وادو لاعب كرة قدم مغربي.

### ديسمبر
- 18 ديسمبر – ياسين أحجام، ممثل مغربي.

## وفيات

### سبتمبر
- 9 سبتمبر – محمد بن الحسن الوزاني (68 سنة).